# Pruines

Pruines este o comună în departamentul Aveyron din sudul Franței. În 1 ianuarie 2022 avea o populație de 287 de locuitori.